# 37-ма паралель південної широти
37-ма паралель південної широти — лінія широти, що лежить на 37 градусів південніше земної екваторіальної площини. Вона проходить через Атлантичний океан, Індійський океан, Австралазію, Тихий океан та Південну Америку.
Разом із 37-ю паралеллю північної широти це широта, на якій сонячне випромінювання найближче до середнього по планеті: ближче до екватора воно збільшується, а ближче до полюса — зменшується.
Дослідження 37-мої паралелі південної широти є темою роману Жуля Верна «Діти капітана Гранта». Вважається, що на цій широті розташований фантомний риф Марія-Тереза.

## Список географічних об'єктів, що перетинає 37° пд. ш.
Починаючи з Гринвіцького меридіану та рухаючись на схід, 37-ма паралель південної широти проходить через:
| Координати                                                   | Країна, територія або море | Примітки                                                                                           |
| ------------------------------------------------------------ | -------------------------- | -------------------------------------------------------------------------------------------------- |
| 37°0′ пд. ш. 0°0′ сх. д. / 37.000° пд. ш. 0.000° сх. д.      | Атлантичний океан          | |
| 37°0′ пд. ш. 20°0′ сх. д. / 37.000° пд. ш. 20.000° сх. д.    | Індійський океан           | Проходить північніше острова Амстердам, Французькі Південні і Антарктичні Території                |
| 37°0′ пд. ш. 139°42′ сх. д. / 37.000° пд. ш. 139.700° сх. д. | Австралія                  | Південна Австралія Вікторія Новий Південний Уельс                                                  |
| 37°0′ пд. ш. 149°56′ сх. д. / 37.000° пд. ш. 149.933° сх. д. | Тихий океан                | Тасманове море                                                                                     |
| 37°0′ пд. ш. 174°28′ сх. д. / 37.000° пд. ш. 174.467° сх. д. | Нова Зеландія              | Проходить через Північний острів — через Окленд, північніше Оклендського аеропорту[en]             |
| 37°0′ пд. ш. 175°16′ сх. д. / 37.000° пд. ш. 175.267° сх. д. | Тихий океан                | Затока Хауракі                                                                                     |
| 37°0′ пд. ш. 175°30′ сх. д. / 37.000° пд. ш. 175.500° сх. д. | Нова Зеландія              | Проходить через півострів Коромандел і Таїруа[en]                                                  |
| 37°0′ пд. ш. 175°51′ сх. д. / 37.000° пд. ш. 175.850° сх. д. | Тихий океан                | |
| 37°0′ пд. ш. 73°33′ зх. д. / 37.000° пд. ш. 73.550° зх. д.   | Чилі                       | Проходить через острів Санта-Марія[en]                                                             |
| 37°0′ пд. ш. 73°31′ зх. д. / 37.000° пд. ш. 73.517° зх. д.   | Тихий океан                | |
| 37°0′ пд. ш. 73°11′ зх. д. / 37.000° пд. ш. 73.183° зх. д.   | Чилі                       | Біобіо — проходить через Коронель Ньюбле                                                           |
| 37°0′ пд. ш. 71°9′ зх. д. / 37.000° пд. ш. 71.150° зх. д.    | Аргентина                  | Неукен Мендоса Ла-Пампа Буенос-Айрес — проходить через Пінамар[en]                                 |
| 37°0′ пд. ш. 56°45′ зх. д. / 37.000° пд. ш. 56.750° зх. д.   | Атлантичний океан          | Проходить північніше острова Тристан-да-Кунья, Острови Святої Єлени, Вознесіння і Тристан-да-Кунья |